# Bogus, mój przyjaciel na niby
Bogus, mój przyjaciel na niby (oryg. Bogus) – amerykański film familijny z 1996 roku w reżyserii Normana Jewisona.

## Obsada
Whoopi Goldberg – Harriet

Gérard Depardieu – Bogus

Haley Joel Osment – Albert Franklin

Nancy Travis – Lorraine Franklin

Andrea Martin – Penny

Denis Mercier – Pan Antoine

Ute Lemper – Babette

Sheryl Lee Ralph – Ruth Clark

Al Waxman – dyrektor Szkoły

Fiona Reid – nauczycielka

Kevin Jackson – Bob Morrison

## Fabuła
Matka siedmioletniego Alberta ginie w wypadku. Chłopiec oddany zostaje pod opiekę przybranej siostry matki, zapracowanej Harriet. Albert coraz częściej zaczyna uciekać w świat marzeń, gdzie mieszka jego tajemniczy przyjaciel Bogus.